# Amesotropis basilewskyi
Amesotropis basilewskyi är en insektsart som beskrevs av Vitaly Michailovitsh Dirsh 1961. Amesotropis basilewskyi ingår i släktet Amesotropis och familjen gräshoppor. Inga underarter finns listade i Catalogue of Life.